# Acid ranelic
Acidul ranelic este un compus organic heterociclic cu formula chimică C12H10N2O8S, fiind capabil să chelateze cationi metalici.
Formează ionul ranelat, C12H6N2O8S4−, care se regăsește în unele săruri. De exemplu, ranelatul de stronțiu este utilizat ca medicament în osteoporoză și pentru creșterea densității osoase.